# Peter Neuber

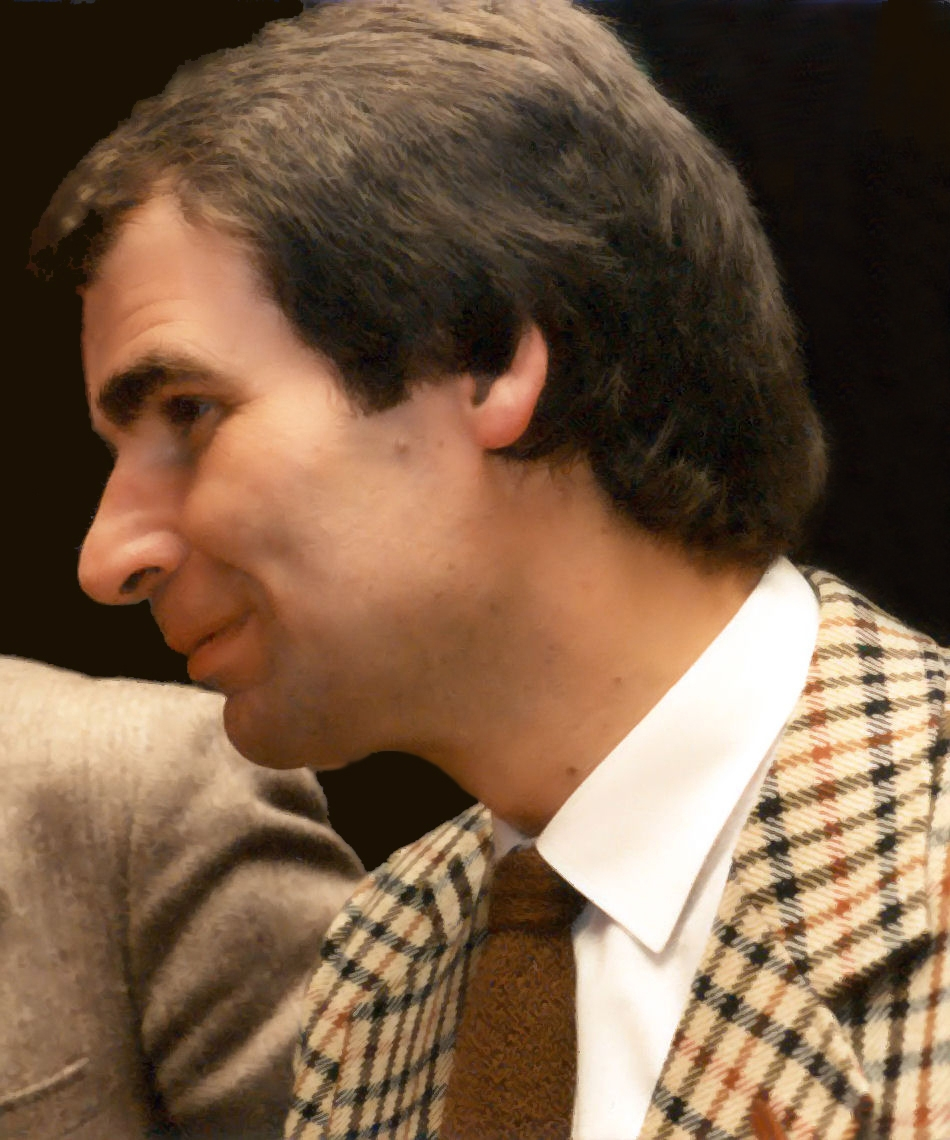
Peter Neuber (1981)

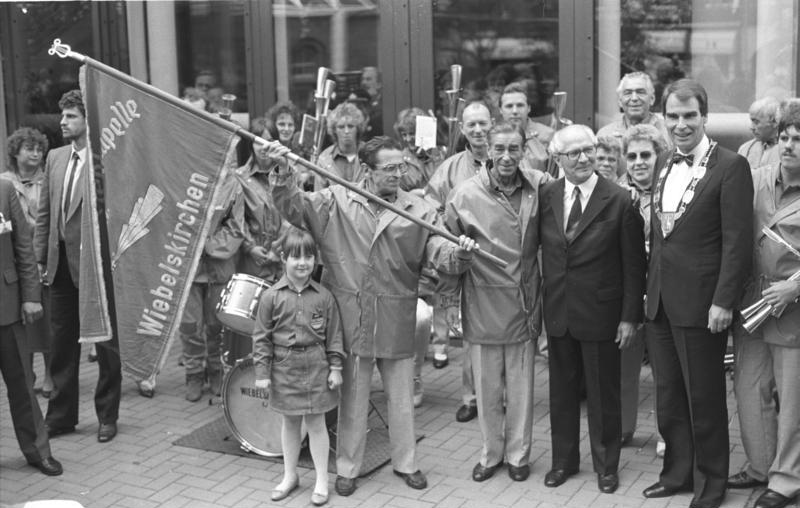
Peter Neuber (rechts, mit Amtskette) mit Erich Honecker 1987 vor dem Bürgerhaus in Neunkirchen

Peter Hartmann Neuber (* 13. März 1937 in Berlin-Wilmersdorf; † 1. November 2013 in Göttingen) war ein deutscher Politiker der SPD. Er war von 1975 bis 1990 Oberbürgermeister der saarländischen Kreisstadt Neunkirchen.

## Leben
Von Beruf Jurist, war Peter Neuber vom 1. November 1967 bis zum 9. November 1969 im niedersächsischen Landesdienst tätig. Danach wechselte er in den Bundesdienst, wo er wechselnde Positionen innehatte, unter anderem Ministerialrat im Bundesbauministerium und Leiter des Referates Durchführung des Städtebauförderungsgesetzes. Am 19. Dezember 1975 wurde er Oberbürgermeister von Neunkirchen. In seine Amtszeit fielen vielfache strukturelle Änderungen in Neunkirchen: zum einen die Teil- und später endgültige Stilllegung der Neunkircher Hütte, die Grundsteinlegung und Eröffnung des Einkaufszentrums Saarpark-Centers, sowie vielfache Bauvorhaben, darunter das Neunkircher Bürgerhaus. Teil seines Engagements war auch die Städtepartnerschaft mit Lübben im Spreewald. 1987 empfing Peter Neuber den aus Wiebelskirchen stammenden Erich Honecker, damals Vorsitzender des Staatsrats der DDR. Honeckers Heimatbesuch wurde damals von der Öffentlichkeit mit Spannung verfolgt.
1988 gewann Neunkirchen den Wettbewerb „Bürger, es geht um deine Gemeinde“ des Bundesbauministeriums.
Neben seinem Engagement als Oberbürgermeister war er als Aufsichtsratsvorsitzender der NVG, der Gemeinnützigen Siedlungsgesellschaft GmbH (GSG) und der Wirtschaftsförderungs Saar Ost/Westpfalzgesellschaft tätig. Zudem war er Präsident des Neunkircher Verkehrsvereins und stellvertretender Aufsichtsratsvorsitzender der Kommunalen Energie- und Wasserversorgung AG (KEW) und der Sparkasse Neunkirchen, sowie im Verwaltungsausschuss des Arbeitsamtes.
Regional war er als Präsident des Saarländischen Städte- und Gemeindetages, bundesweit als Mitglied des Hauptausschusses des Deutschen Städtetages tätig. Im Saarland war er in verschiedenen Gremien der kommunalen Versorgung vertreten.
Nach seiner Dienstzeit als Oberbürgermeister war er von 1990 bis 1994 als Staatssekretär im niedersächsischen Finanzministerium tätig. Von 1994 bis 1996 leitete er die Immobilienverwaltung eines Krankenhauskonsortiums des Landes Niedersachsen. 1996 bis 2001 war er Alleingeschäftsführer der Landesnahverkehrsgesellschaft Niedersachsen. Seit 2001 war Peter Neuber im Ruhestand. Er starb am 1. November 2013 nach längerer Krankheit.
Neuber war verheiratet. Er hatte eine Tochter und zwei Söhne.
Der westliche Ast der Lindenallee in Neunkirchen (gesehen von der Kreuzung Gustav-Regler-Straße/Westspange) wurde am 10. Juli 2014 ihm zu Ehren in Peter-Neuber-Allee umbenannt.

## Trivia
Peter Neuber pflegte zumeist einen Querbinder, eine „Fliege“ zu tragen. Die saarländische Mundartbezeichnung für Fliege ist „Migg“ (Mücke). So erhielt Neuber bald den Spitznamen „Migge-Pitt“, unter dem er dann im Saarland bekannt war.